# 域多利-菲沙圍
域多利-菲沙圍是加拿大卑詩省溫哥華的一個社區，位於菲沙河以北朝南的斜坡上，涵蓋大片住宅和商業開發區。域多利-菲沙圍周圍是文化不拘一格的域多利街（Victoria Drive）走廊，是一個族裔多元化的地區，也是該地區最早的定居區之一。

## 地理
域多利-菲沙圍從菲沙河向北延伸至東41街，西邊與溫哥華最繁忙的南北走廊之一的乃街接壤，東邊與義律街（Elliott Street）及維維安街（Vivian Drive）等線路接壤。它位於朝南的斜坡上，俯瞰菲沙河及米徹爾島，朝向列治文及三角洲。該社區的大部分商業開發都集中在域多利街沿線，此處有各族裔商鋪及服務設施。